# Campeonato da Europa de Atletismo de 2018 - 3000 m com obstáculos masculino
A prova dos 3000 metros com obstáculos masculino do Campeonato da Europa de Atletismo de 2018 foi disputada entre os dias 7 e 9 de agosto de 2018 no Estádio Olímpico de Berlim em Berlim,  na Alemanha. 

## Recordes
Antes desta competição, os recordes mundiais e do campeonato nesta prova eram os seguintes:
|                       | Nome                        | Nacionalidade | Tempo   | Local     | Data                  |
| --------------------- | --------------------------- | ------------- | ------- | --------- | --------------------- |
| Recorde mundial       | Saif Saaeed Shaheen         | Catar         | 7m53s63 | Bruxelas  | 3 de setembro de 2004 |
| Recorde do campeonato | Mahiedine Mekhissi-Benabbad | França        | 8m07s87 | Barcelona | 1 de agosto de 2010   |
| Recorde europeu       | Mahiedine Mekhissi-Benabbad | França        | 8m00s09 | Paris     | 6 de julho de 2013    |

## Medalhistas
| Ouro                              | Prata                | Bronze                     |
| Mahiedine Mekhissi-Benabbad (FRA) | Fernando Carro (ESP) | Yohanes Chiappinelli (ITA) |

## Cronograma
Todos os horários são locais (UTC+2).
| Data        | Hora  | Evento  |
| ----------- | ----- | ------- |
| 7 de agosto | 11:40 | Bateria |
| 9 de agosto | 21:20 | Final   |

## Resultados

### Bateria
Qualificação: 5 atletas de cada bateria  (Q) mais os 5 melhores qualificados (q). 
| Posição | Bateria | Atleta                      | Nacionalidade | Tempo   | Notas           |
| ------- | ------- | --------------------------- | ------------- | ------- | --------------- |
| 1       | 2       | Yohanes Chiappinelli        | Itália        | 8:28.41 | Q               |
| 2       | 1       | Topi Raitanen               | Finlândia     | 8:28.48 | Q,              |
| 3       | 2       | Mahiedine Mekhissi-Benabbad | França        | 8:28.61 | Q               |
| 4       | 2       | Yoann Kowal                 | França        | 8:28.75 | Q               |
| 5       | 2       | Ahmed Abdelwahed            | Itália        | 8:28.80 | Q               |
| 6       | 2       | Kaur Kivistik               | Estónia       | 8:28.84 | Q,              |
| 7       | 2       | Napoleon Solomon            | Suécia        | 8:29.10 | q               |
| 8       | 1       | Krystian Zalewski           | Polónia       | 8:29.11 | Q               |
| 9       | 1       | Daniel Arce                 | Espanha       | 8:29.25 | Q               |
| 10      | 1       | Fernando Carro              | Espanha       | 8:29.63 | Q               |
| 11      | 2       | Sebastián Martos            | Espanha       | 8:29.67 | q               |
| 12      | 1       | Djilali Bedrani             | França        | 8:29.75 | Q               |
| 13      | 1       | Tom Erling Kårbø            | Noruega       | 8:29.90 | q               |
| 14      | 1       | Zak Seddon                  | Grã-Bretanha  | 8:30.00 | q               |
| 15      | 2       | Ole Hesselbjerg             | Dinamarca     | 8:30.44 | q,              |
| 16      | 1       | Jamaine Coleman             | Grã-Bretanha  | 8:33.78 |                 |
| 17      | 1       | Martin Grau                 | Alemanha      | 8:33.81 |                 |
| 18      | 2       | Mitko Tsenov                | Bulgária      | 8:36.39 |                 |
| 19      | 1       | Justinas Beržanskis         | Lituânia      | 8:36.88 | Recorde pessoal |
| 20      | 2       | Ieuan Thomas                | Grã-Bretanha  | 8:40.87 |                 |
| 21      | 1       | Osama Zoghlami              | Itália        | 8:43.92 |                 |
| 22      | 1       | Luca Sinn                   | Áustria       | 8:44.80 | Recorde pessoal |
| 23      | 2       | Noah Schutte                | Países Baixos | 8:45.81 |                 |
| 24      | 2       | Yervand Mkrtchyan           | Armênia       | 8:50.35 | Recorde pessoal |
| 25      | 2       | Ivo Balabanov               | Bulgária      | 8:51.52 | Recorde pessoal |
| 26      | 2       | Johannes Motschmann         | Alemanha      | 8:51.65 |                 |
| 27      | 2       | André Pereira               | Portugal      | 8:54.63 |                 |
| 28      | 1       | Tarık Langat Akdağ          | Turquia       | DNF     |                 |
| 28      | 1       | Emil Blomberg               | Suécia        | DNF     |                 |

### Final
| Posição           | Atleta                      | Nacionalidade | Tempo   | Notas |
| ----------------- | --------------------------- | ------------- | ------- | ----- |
| Medalha de ouro   | Mahiedine Mekhissi-Benabbad | França        | 8:31.66 |       |
| Medalha de prata  | Fernando Carro              | Espanha       | 8:34.16 |       |
| Medalha de bronze | Yohanes Chiappinelli        | Itália        | 8:35.81 |       |
| 4                 | Yoann Kowal                 | França        | 8:36.77 |       |
| 5                 | Zak Seddon                  | Grã-Bretanha  | 8:37.28 |       |
| 6                 | Daniel Arce                 | Espanha       | 8:38.12 |       |
| 7                 | Krystian Zalewski           | Polónia       | 8:38.59 |       |
| 8                 | Topi Raitanen               | Finlândia     | 8:40.11 |       |
| 9                 | Kaur Kivistik               | Estónia       | 8:40.32 |       |
| 10                | Djilali Bedrani             | França        | 8:41.83 |       |
| 11                | Tom Erling Kårbø            | Noruega       | 8:42.91 |       |
| 12                | Napoleon Solomon            | Suécia        | 8:43.66 |       |
| 13                | Ahmed Abdelwahed            | Itália        | 8:44.77 |       |
| 14                | Sebastián Martos            | Espanha       | 8:46.76 |       |
| 15                | Ole Hesselbjerg             | Dinamarca     | 8:48.48 |       |

Legenda
| Recorde mundial       | Recorde mundial (World record)               |                       | Recorde africano                      | Recorde africano (African) |                                           | Q | Classificado por posição (Qualified) |
| Recorde do campeonato | Recorde do campeonato (Championship record)  | Recorde da América    | Recorde da América (Americas)         | q                          | Classificado por melhor tempo (Qualified) |   |                                      |
| Melhor marca do ano   | Melhor marca do ano (World leading)          | Recorde asiático      | Recorde asiático (Asian)              | DNS                        | Não largou (Did not start)                |   |                                      |
| Recorde nacional      | Recorde nacional (National record)           | Recorde europeu       | Recorde europeu (European)            | DNF                        | Não terminou (Did not finish)             |   |                                      |
| Recorde pessoal       | Recorde pessoal do atleta (Personal best)    | Recorde da Oceania    | Recorde da Oceania (Oceania)          | DSQ / DQ                   | Desclassificado (Disqualified)            |   |                                      |
| Recorde da temporada  | Recorde da temporada do atleta (Season best) | Recorde sul-americano | Recorde sul-americano (South America) | NM                         | Sem marca (No mark)                       |   |                                      |